# UPCN Vóley
UPCN San Juan Vóley es un equipo de voleibol perteneciente a la ciudad de San Juan en la provincia de San Juan, Argentina. Fue fundado en 2007 y su equipo masculino participa en la Liga de Voleibol Argentina, máxima categoría de la Asociación de Clubes Liga Argentina de Voleibol. Su nombre deriva de las siglas de la Unión del Personal Civil de la Nación ya que su fundador, José Villa, era secretario general de ese sindicato.
Es el clubes más exitosos de la liga donde se ha consagrado nueve veces campeón argentino y dos veces campeón sudamericano. Además es el único equipo argentino en llegar al podio del Mundial de Clubes de la FIVB, con el tercer lugar en el 2014 y 2015.

## Historia
UPCN comenzó en marzo de 2007 con la creación de una escuela de vóley. Con la iniciativa de Pepe Villa, secretario general de UPCN San Juan, encaró el desafío de la formación de un equipo que compitiera en los torneos locales, con jugadores sanjuaninos de renombre. En la primera competición local, UPCN conquistó el Torneo Apertura de la Federación Sanjuanina al derrotar en la final a UVT. Este título le dio la posibilidad de disputar el Torneo Regional, que clasificaba equipos a la Liga A2.
Sin embargo, mediante una fusión con Gimnasia y Esgrima de Buenos Aires, equipo que había ascendido desde la Serie A2 hacia la Liga 2007-08 y que no estaba en condiciones para esta última categoría, logró la plaza en la máxima categoría. José "Pepe" Villa comenzó las negociaciones y, con el aval de la ACLAV, logró colocar el segundo equipo sanjuanino en la máxima división, tras Obras Pocito. El primer entrenador fue Alejandro Barrionuevo.

El objetivo no es pelear por el título, sino terminar lo más arriba posible. En esta primera etapa queremos conocer la Liga desde adentro.
¿qué si el partido contra Obras se convertirá en un clásico? Por supuesto que va a ser un clásico.
"Pepe" Villa, director del gremio.

### Liga nacional
La primera liga de UPCN fue la Liga 2007-08, donde terminó décimo, con cuatro victorias y dieciocho derrotas. Aun así, mantuvo la categoría para el siguiente año.
Gracias a esta experiencia, al año siguiente hubo importantes cambios en la conducción. En esa siguiente temporada, la 2008-09, UPCN llegó a semifinales donde perdió ante La Unión de Formosa y se ubicó en el tercer puesto en la liga. Además, el punta brasileño Suguinha fue elegido mejor sacador y el central André Radtke el mejor bloqueador, mientras que el club se llevó el premio a la Mejor Organización.

### Primeros logros
En la temporada 2009-10, UPCN logró sus primeros títulos al consagrarse campeón del Torneo Súper 8 organizado en su misma ciudad, luego fue segundo de la Copa ACLAV, y más tarde terminó siendo el primer equipo sanjuanino en llegar a la final de la Liga A1, conquistando el subcampeonato tras caer con Drean Bolívar en la definición. Además, fue uno de los clubes con mayor asistencia de público, el opuesto Joel fue elegido como mejor sacador, el central Junior como mejor bloqueador, el punta Leo Patti como mejor receptor y el club, por segundo año consecutivo, como la Mejor Organización.
Para la temporada 2010/11 comenzó a proyectarse internacionalmente jugando el World Challenge en California, donde consiguió el tercer puesto.[cita requerida] A nivel local, UPCN fue campeón de la Copa Máster, mientras que finalizó en la tercera posición en la Copa ACLAV y el Súper 8. Sin embargo, en el certamen liguero, tras terminar segundo en la fase regular, derrotó a Sarmiento de Resistencia en tres partidos, a La Unión de Formosa en cinco y llegó a la final por segundo año consecutivo. En la final se enfrentó a Drean Bolívar, al cual derrotó en siete partidos. Gustavo Molina fue premiado como el mejor bloqueador, Alex Moreno fue el MVP de la final y Junior fue considerado el mejor jugador extranjero de la temporada. Además, logró un récord de convocatoria al reunir a casi 30 000 espectadores en las cuatro finales de local, con 10 000 personas en el séptimo y decisivo juego, jugado en el Aldo Cantoni.[cita requerida] UPCN Voley se convirtió en el primer club sanjuanino en lograr un título de Liga.

### Primera participación internacional
En agosto del 2011 disputó el Campeonato Sudamericano, donde fue co-organizador junto a Drean Bolívar. Llegó a la final ante SESI São Paulo, equipo brasilero que lo superó en tres sets. Aun así, en su primera participación internacional, UPCN fue subcampeón.
Tras la conquista de la Liga Argentina 2010-11, UPCN tuvo una importante renovación en su plantel. A la base del equipo campeón, sumó como refuerzos al punta serbio Aleksandar Mitrović, el atacante rumano Bogdan Olteanu, y a los nacionales Diego Bonini, opuesto, y el armador Diego Gutiérrez. Luego, por la ausencia de Abel Rojas, llegó el punta argentino Pablo Bengolea, a mitad de la Liga.
UPCN Voley se quedó luego con la Copa Máster de 2011, tras derrotar en la final a Buenos Aires Unidos por 3 a 2, en Mar del Plata. En la Copa ACLAV los sanjuaninos lograron el tercer puesto. Los Cóndores derrotaron a Buenos Aires Unidos y se quedaron con la tercera posición en Bahía Blanca. El equipo sanjuanino se impuso por 3 a 0.
En la Liga Argentina, UPCN quedó tercero en la fase regular, con 17 victorias y 5 derrotas, la misma performance de Drean Bolívar y La Unión de Formosa, el primero y segundo respectivamente. En los playoffs superó en la serie de cuartos de final a Catamarca Voley por 3 a 0, en semifinales eliminó a La Unión por 3 a 1 y ante Boca Río Uruguay Seguros logró el bicampeonato luego de cerrar la serie por 3 a 1.
En la Liga A1 de Vóley 2012-13, UPCN quedó tercero en la fase regular, con 21 victorias y 6 derrotas. En los playoffs, UPCN superó en la serie de cuartos de final a La Unión por 3-0, en semifinales eliminó a Bolívar por 3-1 y en la final venció 3-0 a Buenos Aires Unidos, consiguiendo el tricampeonato.

### Campeón de América y cuarto del mundo
Tras ser campeón argentino, UPCN participó en el Campeonato Sudamericano por cuarta vez consecutiva, y esta vez, en Brasil. Tras superar la fase de grupos como segundo del triangular que compartió con los brasileros de Vivo/Minas y los peruanos de Club Peerless, derrota en semifinales a Buenos Aires Unidos y en la final al Vivo/Minas, para así lograr el primer título internacional de UPCN en una competencia organizada por la CSV.
Ese título le valió al equipo poder disputar el Mundial de Clubes en Brasil. Integró el grupo A junto con el Trentino Volley italiano, Panasonic Panthers de Japón y el Kalleh de Irán. Tras superar el grupo como el mejor posicionado, cayó en semifinales ante el Sada Cruzeiro y disputó el tercer puesto ante el equipo italiano con el que compartió grupo. Terminó cuarto tras caer en ese último partido 3 a 1.
En el plano nacional, el equipo encaró la Liga 2013-14 como vigente campeón. Tras terminar la fase regular como primero, con 19 victorias y tan solo una derrota, elimina primero a Gigantes del Sur 3 a 0, luego a Boca Río Uruguay Seguros por el mismo resultado y se consagra ante Lomas Vóley, nuevamente 3 a 0.
Ese mismo año, en 2014, UPCN es subcampeón sudamericano y clasifica nuevamente al mundial de clubes.

### Tercero del mundo
Tras el subcampeonato sudamericano accede al Mundial de Clubes 2014 donde integra el grupo B junto con el Trentino Volley italiano, el Al-Rayyan catarí y el Esperance tunecino. Tras vencer al equipo tunecino 3 a 0, pierde con el equipo italiano 3 a 2, logrando ahí un valioso punto que le dio la clasificación, ya que en el tercer partido venció al cuadro catarí y, así, superó por un solo punto al equipo de Trentino y pasó la fase de grupos. En semifinales cae ante el Belogori'e Bélgorod ruso y se enfrenta en el partido por el tercer puesto al Sada Cruzeiro, al cual derrota en cinco sets.

Es un tercer puesto, pero para nosotros es una medalla de oro. Nadie en Argentina había logrado esto y lo conseguimos nosotros, contra los mejores clubes del mundo.
No puedo ocultar mi emoción. Es algo increíble, que logramos después de mucho esfuerzo y sacrificio. Pero no de este año, sino de varias temporadas. Y a nivel personal, es un logro que me llevó toda la vida.
Demian González, jugador y capitán del equipo.

Nos debíamos esto. Habíamos jugado seis veces contra Cruzeiro y siempre habíamos perdido. Esta vez nos las arreglamos para tomar ventaja de nuestros buenos momentos y nos resistimos a los malos. Esto es enorme para nosotros y por eso estamos felices.
Fabián Armoa, entrenador.

### Nuevo campeonato de América y podio en el mundial
En 2015 es nuevamente campeón de Sudamérica, esta vez, en el Estadio Aldo Cantoni, y clasifica al mundial de clubes, donde nuevamente es tercero tras vencer al Paykan Teherán iraní en cinco sets. Además logró ser el primer equipo argentino en disputa dicho torneo tres veces consecutivas.
La competencia internacional comenzó en febrero, donde UPCN compartió grupo con Lomas Vóley y con el Club Linares de Chile. Tras superar la fase de grupos, derrota en semifinales al equipo brasilero de Taubaté para en la final enfrentarse a Sada Cruzeiro, al cual vence 3 a 2. Luego, en octubre viaja a Brasil para el mundial, donde comparte grupo con el Al-Ahly de Egipto y el Paykan Teherán de Irán. Le gana a los egipcios pero pierde con los iraníes y queda segundo del grupo, avanzando a semifinales y enfrentando al VK Zenit Kazán ruso, que lo elimina en tres sets y lo relega a disputar el tercer puesto ante el equipo iraní con el que compartió grupo. Esta vez vence al campeón de Asia y logra nuevamente llegar al podio mundial.

## Instalaciones

### Estadio Aldo Cantoni

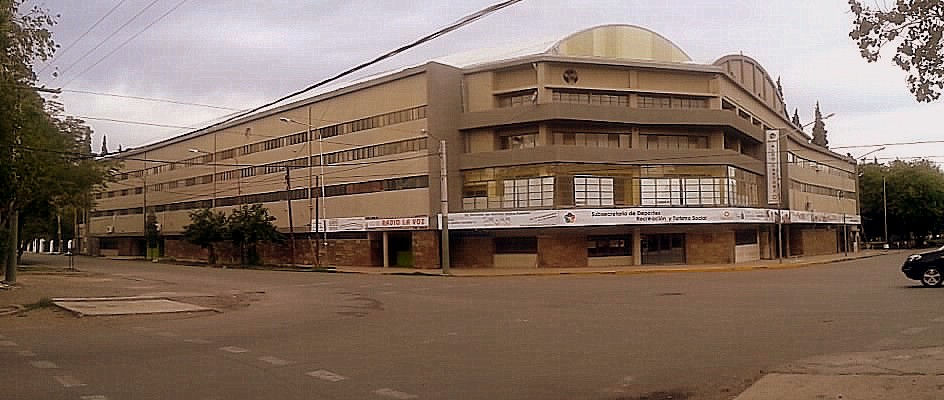
Estadio Aldo Cantoni.

UPCN comenzó jugando sus partidos como local en el Estadio Aldo Cantoni, ubicado en Urquiza esquina San Luis, San Juan, provincia de San Juan, con una capacidad para 6700 espectadores. El estadio cuenta entre sus principales características con un sistema de aire acondicionado, instalado en febrero de 2015 por iniciativa de UPCN.

### Estadio propio

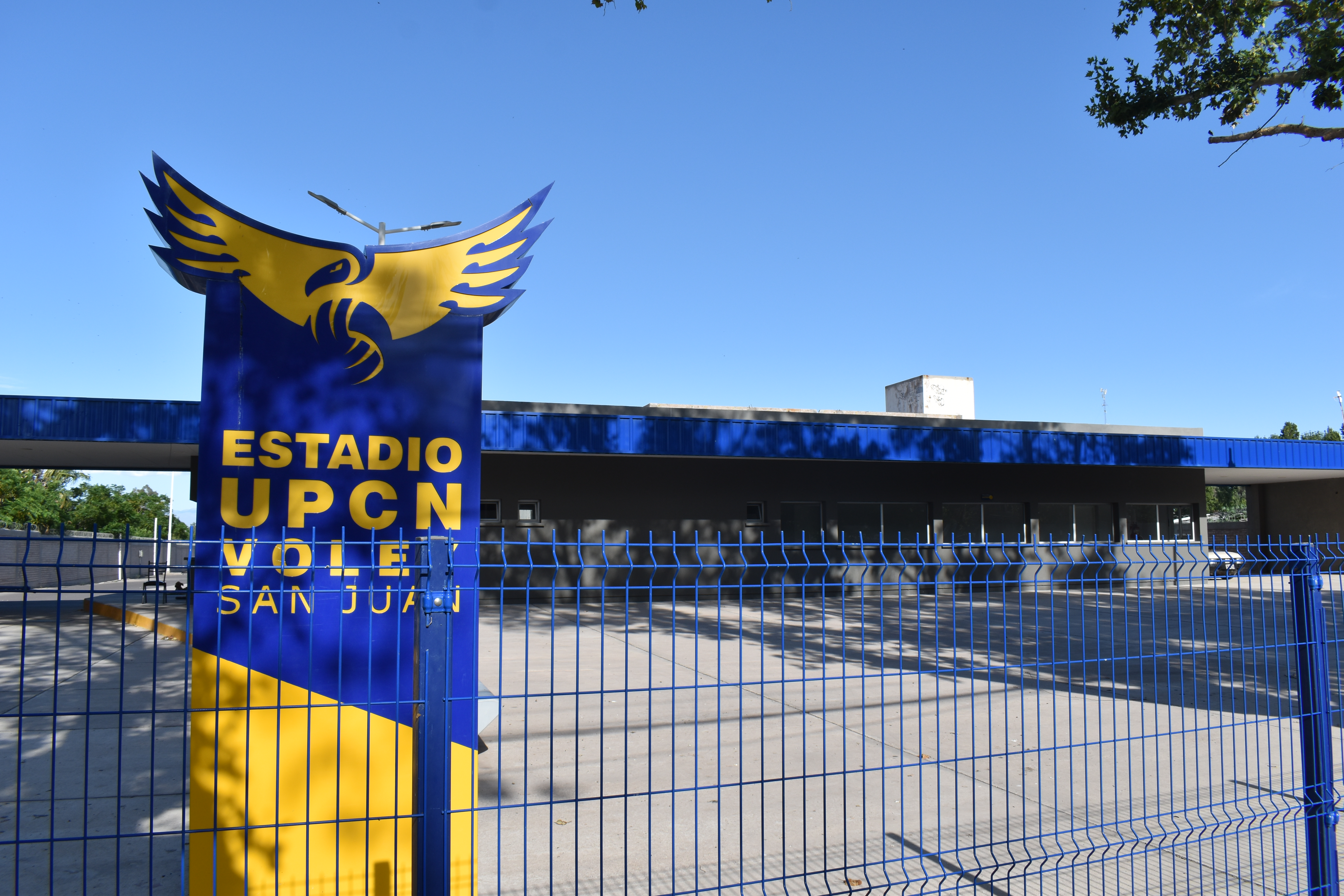
Estadio propio.

En 2015 UPCN Vóley y el Gobierno de la Provincia firmaron un convenio para la construcción de un estadio propio para los "cóndores". El estadio se ubicaría en Rawson, en un predio que ya era propiedad de la institución. El gobierno provincial se comprometió a la construcción del mismo, que contaría con capacidad para 3500 personas en dos tribunas laterales y doce tribunas de transmisión. El estadio se caracterizaría por tener mejores condiciones que el Aldo Cantoni, a pesar de su reducida capacidad.

Firmamos este convenio para construir el estadio de UPCN, así como en su momento ayudamos a San Martín para reacondicionar su cancha cuando ascendió a Primera División. El convenio implica también que además de UPCN, lo usará la Federación Sanjuanina de Patín y eventualmente alguna otra institución o escuelas. Estamos dando un paso importante en el deporte de San Juan.
José Luis Gioja, gobernador de la provincia.

El nuevo estadio fue finalmente inaugurado en noviembre de 2021, en un complejo de 5700m2 cubiertos, con una capacidad aproximada de 3000 personas. Allí, durante agosto de 2022, se disputó el Torneo clasificatorio de voleibol femenino para los Juegos Panamericanos Santiago 2023, con la presencia de las selecciones de Argentina, Colombia y Perú.

## Datos del equipo
En torneos nacionales
- Temporadas en primera división: 10 (2007-08 a actualidad)
  - Mejor puesto en la liga: Campeón (2010-11, 2011-12, 2012-13, 2013-14, 2014-15, 2015-16, 2017-18)
  - Peor puesto en la liga: 10.° (de 12, en 2007-08)

En torneos internacionales
- Participaciones en Mundial de Clubes: 3 (2013-2015)
  - Mejor participación: 3.° (2014, 2015)
  - Peor participación: 4.° (2013)
- Participaciones en Campeonato Sudamericano: 8 (2010-2017)
  - Mejor participación: Campeón (2013, 2015)
  - Peor participación: 3.° (2010, 2016, 2017)
  - Otro resultado: 2.° (2011, 2012, 2014)

## Palmarés

### Torneos nacionales (22)
| Competiciones nacionales | Títulos                                                                          | Subcampeonatos                      |
| ------------------------ | -------------------------------------------------------------------------------- | ----------------------------------- |
| Primera División (9/3)   | 2010-11, 2011-12, 2012-13, 2013-14, 2014-15, 2015-16, 2017-18, 2020-21, 2021-22. | 2009-10, 2016-17, 2022-23.          |
| Copa ACLAV (5/4)         | 2012-13, 2013-14, 2015-16, 2019-20, 2020-21.                                     | 2009-10, 2014-15, 2017-18, 2022-23. |
| Supercopa ACLAV (7/3)    | 2010-11, 2011-12, 2013-14, 2014-15, 2016-17, 2017-18, 2022-23.                   | 2012-13, 2021-22, 2023-24.          |
| Torneo Super 8 (1/0)     | 2009-10.                                                                         |                                     |
|                          |                                                                                  |                                     |
| Segunda División (1/0)   | 2024-25.                                                                         |                                     |

### Torneos internacionales (2)
| Competiciones internacionales | Títulos     | Subcampeonatos                |
| ----------------------------- | ----------- | ----------------------------- |
| Sudamericano de Clubes (2/5)  | 2013, 2015. | 2011, 2012, 2014, 2019, 2020. |